# Дабизас, Николаос
Ни́кос (Нико́лаос) Даби́зас (греч. Νίκος Νταμπίζας; 3 августа 1973, Птолемаида) — греческий футболист, защитник. Чемпион Европы 2004 года.

## Карьера
Начинал карьеру в клубе «Понти Верия». В 1994 году перешёл в «Олимпиакос». С марта 1998 по декабрь 2003 выступал за английский «Ньюкасл Юнайтед» . В январе 2004 перешёл в «Лестер Сити». Несмотря на то, что его клуб вылетел из Премьер-лиги, Никос попал в состав сборной Греции на победный чемпионат Европы 2004. В мае 2005 подписал контракт с «Ларисой». В августе 2011 года объявил о завершении карьеры.
За сборную Греции выступал с 1994 по 2004 год, сыграл 70 матчей, голов не забивал.